# Cefuroksim
Cefuroksím je antibiotik iz skupine cefalosporinov druge generacije z nekoliko daljšim razpolovnim časom, ki se uporablja za zdravljenje različnih bakterijskih okužb, med drugim pljučnice, meningitisa, vnetja srednjega ušesa, sepse, okužb sečil in lymske bolezni. Uporablja se lahko peroralno (skozi usta) in parenteralno (z injiciranjem v veno ali mišico).
Pogosti neželeni učinki so slabost, driska, preobčutljivostna reakcija ter bolečina na mestu injiciranja. Pojavijo se lahko tudi hiujši neželeni učinki, kot so driska, povzročena s Clostridium difficile, anafilaksija, in stevens-johnsonov sindrom. Podatki nakazujejo, da je njegova uporaba pri nosečnicah in doječih materah relativno varna. Njegov mehanizem delovanja temelji na preprečevanju izgradnje bakterijske celične stene, kar povzroči smrt bakterijske celice.
Patentirali so ga leta 1971, dovoljenje za promet z zdravilom pa so mu dodelili leta 1977.
Na tržišču je tudi aksetilcefuroksimat, ki je predzravilo cefuroksima v obliki acetoksietilnega estra in izkazuje boljšo absorpcijo iz prebavil. Po peroralni uporabi se absorbira iz gastrointestinalnega trakta in se hitro hidrolizira v intestinalni sluznici in krvi ter se kot cefuroksim sprosti v krvni obtok.

## Mehanizem delovanja
Cefuroksim kot cefalosporinski antibiotik zavira sintezo bakterijske celične stene. Veže se na penicilin vezavno beljakovine (PBP – penicillin binding proteins), kar povzroči zavrtje biosinteze peptidoglikana v bakterijski celični steni. Posledično pride do lize in odmrtja bakterijske celice.